# 上深川駅
上深川駅（かみふかわえき）は、広島県広島市安佐北区上深川町にある、西日本旅客鉄道（JR西日本）芸備線の駅である。駅番号はJR-P08。

## 歴史
- 1929年（昭和4年）3月20日：芸備鉄道の上深川駅として開業[2]。
- 1937年（昭和12年）7月1日：芸備鉄道買収により国有化[2]。
- 1941年（昭和16年）8月10日：営業を休止[2]。
- 1948年（昭和23年）8月10日：営業を再開[3]。
- 1963年（昭和38年）4月16日：日本交通観光社による業務委託駅となる[4]。
- 1971年（昭和46年）12月20日：無人駅（簡易委託駅）となる[5][6]。荷物扱い廃止[7]。
- 1973年（昭和48年）5月1日：国鉄（→JR）の特定都区市内制度における「広島市内」の駅となる[8][注釈 1]。
- 1978年（昭和53年）3月：簡易駅舎に改築[9]。
- 1987年（昭和62年）4月1日：国鉄分割民営化により西日本旅客鉄道（JR西日本）に継承[2]。
- 2007年（平成19年）
  - 8月：ICOCA対応IC専用機設置。
  - 9月1日：ICカード「ICOCA」の利用が可能となる。

## 駅構造

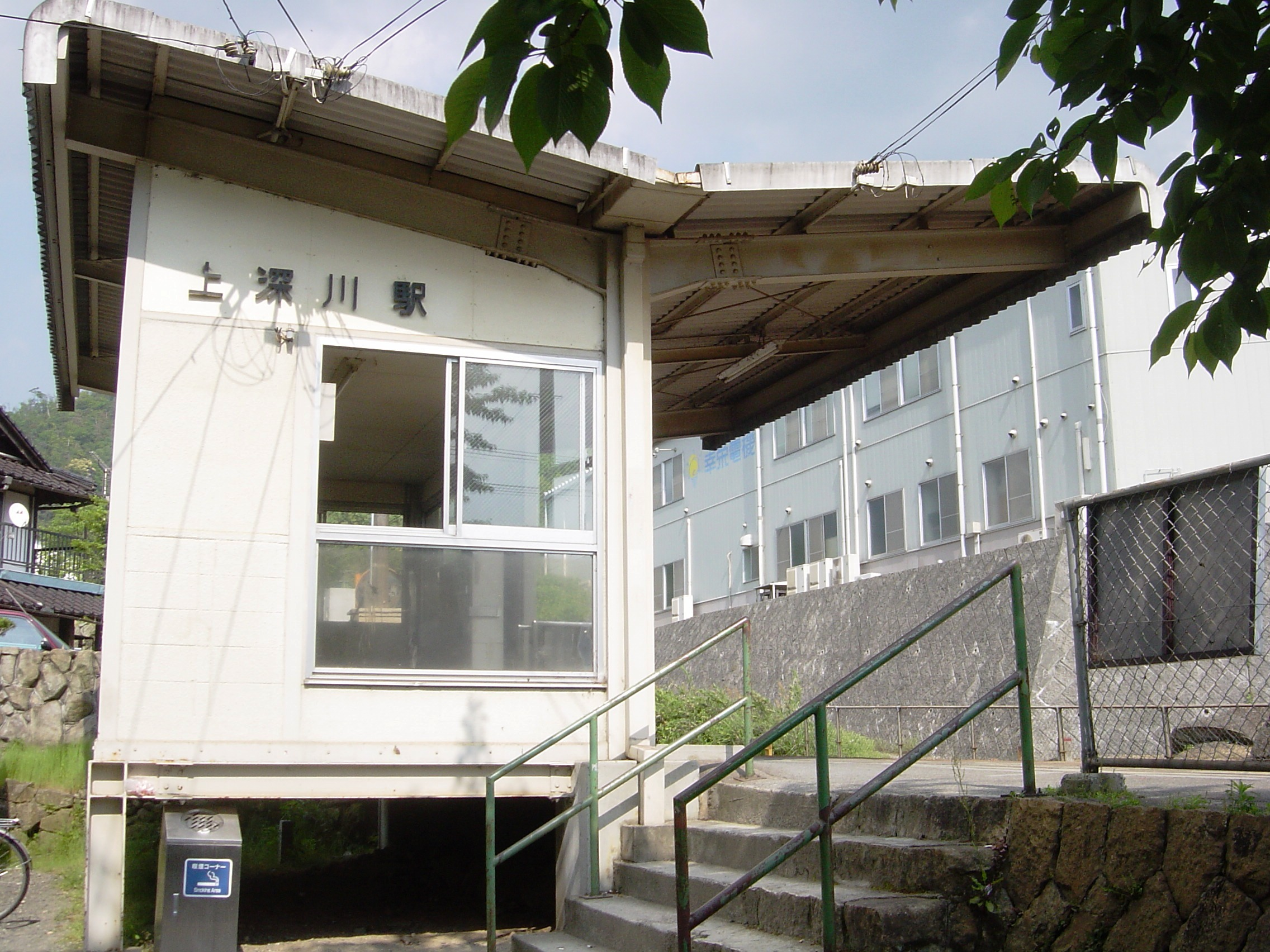
駅入口（2005年5月）

広島方面に向かって右側に単式ホーム1面1線を有する地上駅（停留所）。駅舎はなく直接ホームに入る形であり、ホーム上に中深川駅等と共通のデザインを持つ待合所を備えている。広島駅管理の無人駅であるが、自動券売機や直立式のICカード読取機の設置がある。便所は改札外に男女共用の水洗式が設置されている。三次方面の列車は当駅を出るとすぐ抱岩トンネル（124m）を通過する。
ICOCA（相互利用可能ICカードはICOCAの項を参照）が利用可能。JRの特定都区市内制度における「広島市内」の駅である。

## 利用状況
以下の情報は、広島市統計書及び広島市勢要覧に基づいたデータである。
| 年度               | 1日平均 乗車人員 | 年度毎 総数 | 定期券 総数 | 普通券 総数 |
| ------------------ | ---------------- | ----------- | ----------- | ----------- |
| 1968年（昭和43年） | 342.3            | 249,912     | 208,376     | 41,536      |
| 1969年（昭和44年） | 321.5            | 234,671     | 193,618     | 41,053      |
| 1970年（昭和45年） | 309.5            | 225,923     | 181,086     | 44,837      |
| 1971年（昭和46年） | 297.8            | 217,982     | 174,658     | 43,324      |
| 1972年（昭和47年） | 280.9            | 205,065     | 166,910     | 38,155      |
| 1973年（昭和48年） | 284.3            | 207,514     | 166,902     | 40,612      |
| 1974年（昭和49年） | 284.3            | 207,506     | 165,616     | 41,890      |
| 1975年（昭和50年） | 277.0            | 202,734     | 152,726     | 50,008      |
| 1976年（昭和51年） | 313.6            | 228,963     | 161,860     | 67,103      |
| 1977年（昭和52年） | 293.9            | 214,540     | 147,290     | 67,250      |
| 1978年（昭和53年） | 255.5            | 186,494     | 146,308     | 40,186      |

以上の1日平均乗車人員は、乗車数と降車数が同じであると仮定し、年度毎総数を365（閏年が関係する1971・1975年は366）で割った後で、さらに2で割った値を、小数点第二位で四捨五入。小数点一位の値にした物である。
| 年度                | 1日平均 乗車人員 |
| ------------------- | ---------------- |
| 1979年（昭和54年）  | 262              |
| 1980年（昭和55年）  | 253              |
| 1981年（昭和56年）  | 245              |
| 1982年（昭和57年）  | 221              |
| 1983年（昭和58年）  | 219              |
| 1984年（昭和59年）  | 214              |
| 1985年（昭和60年）  | 219              |
| 1986年（昭和61年）  | 242              |
| 1987年（昭和62年）  | 292              |
| 1988年（昭和63年）  | 319              |
| 1989年（平成 元年） | 340              |
| 1990年（平成02年）  | 367              |
| 1991年（平成03年）  | 368              |
| 1992年（平成04年）  | 353              |
| 1993年（平成05年）  | 357              |
| 1994年（平成06年）  | 351              |
| 1995年（平成07年）  | 325              |
| 1996年（平成08年）  | 317              |
| 1997年（平成09年）  | 320              |
| 1998年（平成10年）  | 344              |
| 1999年（平成11年）  | 399              |
| 2000年（平成12年）  | 390              |
| 2001年（平成13年）  | 367              |
| 2002年（平成14年）  | 367              |
| 2003年（平成15年）  | 360              |
| 2004年（平成16年）  | 368              |
| 2005年（平成17年）  | 369              |
| 2006年（平成18年）  | 372              |
| 2007年（平成19年）  | 365              |
| 2008年（平成20年）  | 366              |
| 2009年（平成21年）  | 352              |
| 2010年（平成22年）  | 331              |
| 2011年（平成23年）  | 338              |
| 2012年（平成24年）  | 341              |
| 2013年（平成25年）  | 331              |
| 2014年（平成26年）  | 328              |
| 2015年（平成27年）  | 349              |
| 2016年（平成28年）  | 353              |
| 2017年（平成29年）  | 339              |
| 2018年（平成30年）  | 294              |
| 2019年（令和 元年） | 310              |
| 2020年（令和02年）  | 261              |
| 2021年（令和03年）  | 247              |
| 2022年（令和04年）  | 261              |

乗車数グラフ

## 駅周辺
- 広島市立狩小川小学校
- 高陽自動車学校
- 椎村山
- 中山
- 鍋土峠
- 広島市立福木小学校
- 広島市立福木中学校
- 広島市森林公園

### 道路
- 広島県道37号広島三次線 - 安佐北区口田・東区戸坂方面 / 安佐北区狩留賀町・安芸高田市向原町方面
- 広島県道70号広島中島線 - 山陽自動車道広島東IC・広島高速1号線福田出入口・東区矢賀方面 / 安佐北区可部方面

## バス路線
駅から南西へ約200メートルの広島県道37号広島三次線沿いに「上深川駅前」停留所（広交観光・JRバス中国）があり、上深川駅から南西へ約400メートルの広島県道70号広島中島線沿いには「住田橋北」停留所（広島バス）がある。
上深川駅前 バス停（狩留家・研創方面）
- 井原線 新玖村橋系統 / 北部医療センター系統（広交観光） 狩留家方面
- 雲芸南線（中国ジェイアールバス） 研創方面 1日3本

上深川駅前 バス停（中深川方面）
- 井原線 新玖村橋系統（広交観光） 地区センター・近隣センター方面
- 井原線 北部医療センター系統（広交観光） 地区センター・可部中央・北部医療センター方面 平日2本のみ
- 雲芸南線（中国ジェイアールバス） 諸木方面 1日3本

住田橋北 バス停（小河原車庫方面）
- 29 深川線（広島バス） 小河原車庫方面 平日5本、土休日4本のみ

住田橋北 バス停（中深川方面）
- 29 深川線（広島バス） 地区センター方面 平日5本、土休日4本のみ

## 隣の駅
西日本旅客鉄道（JR西日本）
 芸備線
■快速「みよしライナー」
通過
■普通
狩留家駅 (JR-P09) - 上深川駅 (JR-P08) - 中深川駅 (JR-P07)